# Tháp Marina
Tháp Marina (Marina Tower) là tòa nhà hỗn hợp mục đích sử dụng, cao 19 tầng, gồm 800 căn hộ, chia thành 3 block nằm ở đường Vĩnh Phú 10, tỉnh Bình Dương. Tháp Marina được dùng làm khu nhà ở, chung cư theo lối sống của người Singapore của chủ đầu tư là LDG Group - một tập đoàn chuyên phát triển bất động sản biệt thự nghỉ dưỡng. Tòa tháp được xây dựng tại lô đất thuộc quy hoạch chuẩn của khu dân cư Vĩnh Phú 1, ôm trọn một đoạn của sông Vĩnh Bình.
Được thiết kế bởi GK Architecture, giám sát bởi Apave và được phát triển bởi LGD Group, tòa tháp đã được chính thức khởi công xây dựng vào tháng 7 năm 2017. Dự kiến sẽ hoàn thành vào quý I, 2019. Mặc dù nằm trong một trong những khu vực đặc biệt, giáp ranh giữa Thành phố Hồ Chí Minh và tỉnh Bình Dương, lọt thỏm giữa vùng không gian xanh và được sông bao bọc, dự án xây dựng tòa tháp đã được phê duyệt vì nó được xây dựng như là một phức hợp phát triển sử dụng hỗn hợp tại khu vực này. Vì khu vực này được hình thành dựa trên tam giác Khu chế xuất Linh Trung 2 - Thủ Đức, Khu công nghiệp VSIP, Khu nhà máy Tân Hiệp Phát - Number 1 nên số lượng dân cư đổ về rất lớn.
Chi nhánh Ngân hàng, văn phòng và cửa hàng sẽ mở ra tại shophouse, nằm ở tầng trệt của Tháp Marina từ quý I, 2019. Được biết, hiện nay, số lượng người quan tâm đầu tư hoạt động kinh doanh tại các shophouse là rất lớn khiến chủ đầu tư phải mở ra dịch vụ giữ chỗ trước các suất đầu tư vào shophouse này. Tổng cộng tháp Marina chỉ có 18 căn shophouse. Phần lớn căn hộ nhà ở đã bắt đầu mở bán từ tháng 7 năm 2017.